# Lancia Trevi
Lancia Trevi – samochód osobowy klasy średniej produkowany przez włoską markę Lancia w latach 1980–1984. 

## Historia i opis modelu

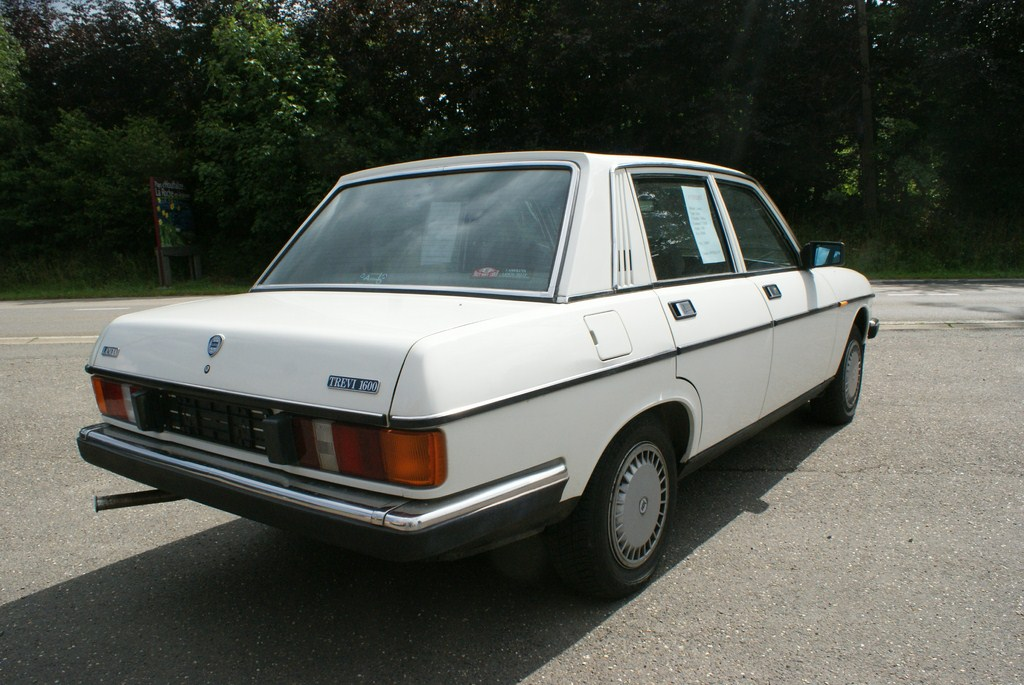
Lancia Trevi - tył

Dostępny jako 4-drzwiowy sedan. Następca modelu Beta. Do napędu używano silników R4 o pojemnościach 1,6 lub 2,0 l. Moc przenoszona była na oś przednią poprzez 5-biegową manualną bądź 4-biegową automatyczną skrzynię biegów. Samochód został zastąpiony przez model Prisma.

### Dane techniczne
Źródło:

### Silnik
- R4 2,0 l (1995 cm³), 2 zawory na cylinder, DOHC
- Układ zasilania: wtrysk
- Średnica × skok tłoka: 84,00 mm × 90,00 mm
- Stopień sprężania: 8,9:1
- Moc maksymalna: 124 KM (91 kW) przy 5500 obr./min
- Maksymalny moment obrotowy: 176 N•m przy 2800 obr./min

### Osiągi
- Przyspieszenie 0-100 km/h: b/d
- Prędkość maksymalna: 180 km/h